# Titlla
La titlla o titla és una marca gràfica o ratlleta designada amb el símbol ~ que es posa sobre una lletra com a signe diacrític o d'abreviació, especialment utilitzat en castellà i portuguès.

## Ortografia
- Aquest símbol en castellà es posa sobre la n (ñ) i fa el so /ɲ/ ("ny" equivalent en català), per exemple: carroñeros.
- Aquest símbol també es posa per denotar algunes vocals o diftongs nasals en portuguès sobre la a (ã) i sobre la o (õ), per exemple: irmãs "germanes", corações "cors" (en textos dialectals o anteriors al segle xx, també amb altres vocals: tẽem ũa casa no nĩo "tenen una casa al niu").[3]

## Etimologia
Postverbal de titllar, del llatí tĭtŭlu, ‘títol'.

## Informàtica
En sistemes UNIX es fa servir per identificar el directori d'usuari. És el mateix /home/miquel que ~ per a l'usuari 'miquel'. En MS-DOS o consola de Windows serveix per indicar un dels molts possibles arxius que tenen el mateix inici. En aquest sistema, els noms d'arxius només usen 8 caràcters per al nom i 3 per a l'extensió, així DOCUME~1.txt serà el primer dels arxius el nom dels quals comença per «docume» i té l'extensió «txt».
Té com a correspondència en el codi ASCII 126. Es pot aconseguir, en Windows, prement a la vegada AltGr i la tecla 4 de les tecles alfabètiques i tot seguit un espai, i en Linux només s'ha de teclejar una vegada.